# François Berger de Malissoles
François Berger de Malissoles (né à Vienne en 1688 et mort le 21 septembre 1738) est un ecclésiastique qui fut évêque de Gap de 1706 à 1738.

## Biographie
François Berger est le fils et homonyme de François Berger de Moydieu (1628- vers 1700), vice-bailli de Vienne et d'Anne Vignon de Tarnésieu. Il est parent de Pierre-Annet de Pérouse (né à Vienne en 1699, mort à Gap le 18 juillet 1763), évêque de Gap de 1754 à 1763.
Destiné à l'Église, il est docteur en théologie, doyen du chapitre de chanoines de la cathédrale de Die et vicaire général du diocèse de Die reconstitué en 1687 pour Armand de Montmorin. Il est député de la province ecclésiastique de Vienne à l'Assemblée du clergé de 1705. Nommé évêque de Gap en 1706, il est confirmé par Innocent X le 15 novembre et consacré à Vienne par Armand de Montmorin, devenu archevêque en janvier 1707.
Il prend possession le 13 avril suivant d'un diocèse mis à mal par les guerres de Religion et les invasions savoyardes qui devra encore subir les hivers très rigoureux de 1707/1708 et 1709 ainsi que la peste de 1720. Au cours de son épiscopat, il prend position par mandement dès 1711 contre Pasquier Quesnel, promulgue des ordonnances synodales et participe à l'Assemblée général du clergé de 1725. Il est également présent au « Concile d'Embrun  » qui se tient à partir du 16 août 1727 pour condamner Jean Soanen et où il se lie avec l'évêque de Marseille François-Xavier de Belsunce de Castelmoron. En 1732 il est pourvu en commende de l'abbaye de Nant dans le diocèse de Vabres. Il participe encore à l'Assemblée général du clergé de 1735 qu'il préside et meurt le 21 septembre 1738 après avoir légué ses biens à son clergé.